# Lee Yang
Lee Yang (12 de agosto de 1995) es un deportista taiwanés que compite en bádminton. Participó en dos Juegos Olímpicos de Verano en los años 2020 y 2024, obteniendo dos medallas, oro en Tokio 2020 y oro en París 2024.

## Palmarés internacional
| Juegos Olímpicos | Juegos Olímpicos | Juegos Olímpicos | Juegos Olímpicos |
| Año              | Lugar            | Medalla          | Prueba           |
| ---------------- | ---------------- | ---------------- | ---------------- |
| 2020             | Tokio (Japón)    | Medalla de oro   | Dobles           |
| 2024             | París (Francia)  | Medalla de oro   | Dobles           |